# Epidendrum
Genre
Epidendrum est un  genre d'orchidées de 1 000 espèces, appelées communément épidendrons, originaires d'Amérique tropicale et semitropicale (de la Floride à l'Argentine). Les espèces de ce genre sont très variées, aussi bien par la taille que par l'aspect. Elles peuvent être épiphytes, lithophytes ou terrestres. Grands amateurs de lumière certains épidendrons tolèrent même le plein soleil tel l'Epidendrum ibaguense. La multiplication peut se faire facilement par séparations des tiges ou des pseudobulbes. Les épidendrons font partie des premières orchidées qui furent importées en Europe (E. difforme).
Les épidendrums sont proches parents des genres Cattleya, Laelia et Encyclia. Ces quatre genres ont fréquemment été hybridés par les amateurs.

## Synonymes
- Amphiglottis Salisb.
- Anacheilium Hoffmanns.
- Anocheile Hoffmanns. ex Rchb.
- Auliza Small
- Coilostylis Raf.
- Didothion Raf.
- Diothonea Lindl.
- Dothilophis Raf.
- Doxosma Raf.
- Epicladium Small
- Epidanthus L.O.Williams
- Epidendropsis Garay & Dunst.
- Exophya Raf.
- Hemiscleria Lindl.
- Kalopternix Garay & Dunst.
- Lanium (Lindl.) Benth.
- Larnandra Raf.
- Microepidendrum Brieger (nom. inval.)
- Minicolumna Brieger (nom. inval.)
- Nanodes Lindl.
- Neolehmannia Kraenzl.
- Neowilliamsia Garay
- Nyctosma Raf.
- Phadrosanthus Neck. ex Raf.
- Physinga Lindl.
- Pleuranthium Benth.
- Pseudepidendrum Rchb.f.
- Seraphyta Fisch. & C.A.Mey.
- Spathiger Small
- Stenoglossum Kunth
- Tritelandra Raf..

## Liste d'espèces
Selon ITIS :
- Epidendrum anceps Jacq.
- Epidendrum antillanum Ackerman & Hágsater
- Epidendrum bicornutum Hook.
- Epidendrum blancheanum Urban
- Epidendrum boricuarum Hágsater & Sánchez
- Epidendrum carpophorum B. Rodrigues
- Epidendrum ciliare L.
- Epidendrum conopseum Ait. f.
- Epidendrum ibaguense Kunth
- Epidendrum jamaicense Lindl.
- Epidendrum lacerum Lindl.
- Epidendrum miserrimum Reichenb. f.
- Epidendrum mutelianum Cogn.
- Epidendrum nocturnum Jacq.
- Epidendrum × obrienianum Rolfe
- Epidendrum oncidioides Lindl.
- Epidendrum pallidiflorum Hook.
- Epidendrum patens Sw.
- Epidendrum pseudoramosum Schlechter
- Epidendrum radicans Pavón ex Lindley
- Epidendrum ramosum Jacq.
- Epidendrum rigidum Jacq.
- Epidendrum secundum Jacq.
- Epidendrum serrulatum Sw.
- Epidendrum strobiliferum Reichenb. f.
- Epidendrum tridens Poepp. & Endl.
- Epidendrum vicentinum Lindl.
- Epidendrum vincentinum Lindl.

- Haut – A
- B
- C
- D
- E
- F
- G
- H
- I
- J
- K
- L
- M
- N
- O
- P
- Q
- R
- S
- T
- U
- V
- W
- X
- Y
- Z

### A
- Epidendrum abbottii L.Sánchez & Hágsater, (2001).
- Epidendrum acreense (Brieger & Bicalho) Christenson, (1991).
- Epidendrum acrobatesii Hágsater & Dodson, (2001).
- Epidendrum acrorhodum Hágsater & Dodson, (2001).
- Epidendrum acrostigma Hágsater & García-Cruz, (1999).
- Epidendrum acuminatum Ruiz & Pav., (1798).
- Epidendrum acutissimum Lindl., (1853).
- Epidendrum adamsii Hágsater & Dodson, (1993).
- Epidendrum addae Pabst, (1972).
- Epidendrum adenoglossum Lindl., (1841).
- Epidendrum adnatum Ames & C.Schweinf., (1925).
- Epidendrum adolfomorenoi R.Vásquez & Ibisch, (2003).
- Epidendrum agathosmicum Rchb.f., (1850).
- Epidendrum aggregatum Lindl., (1841).
- Epidendrum agoyanense Hágsater & Dodson, (1993).
- Epidendrum aguaricoense Hágsater & Dodson, (2001).
- Epidendrum aguirrei Hágsater, (1999).
- Epidendrum alabastrialatum Pollard ex Hágsater (1978).
- Epidendrum albertii Schltr., (1923).
- Epidendrum albifloroides D.E.Benn. & Christenson, (1998).
- Epidendrum albiforum Schltr., (1913).
- Epidendrum albomarginatum Rchb.f., (1877).
- Epidendrum alexii Hágsater & Dodson, (1993).
- Epidendrum alfredii Schltr., (1923).
- Epidendrum allenii L.O.Williams, (1941).
- Epidendrum allisonii Hágsater & Dodson, (2001).
- Epidendrum allochronum Hágsater, (1993).
- Epidendrum alopecurum Schltr., (1929).
- Epidendrum alpicolonigrense Hágsater & Dodson, (2001).
- Epidendrum alpicoloscandens Hágsater & Dodson, (2001).
- Epidendrum alpicolum Rchb.f., (1854).
- Epidendrum althausenii A.D.Hawkes, (1957).
- Epidendrum alticola Ames & Correll, (1942).
- Epidendrum alvarezdeltoroi Hágsater, (2001).
- Epidendrum amapense Hágsater & L.Sánchez, (1993).
- Epidendrum amayense Hágsater, (1999).
- Epidendrum amazonicoriifolium Hágsater, (2001).
- Epidendrum amblostomoides Hoehne, (1938).
- Epidendrum amethystinum Rchb.f., (1867).
- Epidendrum ammophilum Barb.Rodr., (1881).
- Epidendrum amparoanum Schltr., (1923).
- Epidendrum amphistomum A.Rich. in R.de la Sagra, (1850).
- Epidendrum amplexicaule Lindl., (1853).
- Epidendrum amplexigastrium Hágsater & Dodson, (1999).
- Epidendrum ampliracemum C.Schweinf., (1952).
- Epidendrum amplum D.E.Benn. & Christenson, (1998).
- Epidendrum anastasioi Hágsater, (1993).
- Epidendrum anatipedium L.M.Sánchez & Hágsater, (1993).
- Epidendrum anceps Jacq., (1763).
- Epidendrum anchinocturnum Hágsater, (1999).
- Epidendrum anderssonii Hágsater & Dodson, (1993).
- Epidendrum andinum Carnevali & G.A.Romero in G.A.Romero & G.Carnevali, (2000).
- Epidendrum andrei Hágsater & L.Sánchez, (1999).
- Epidendrum angaritae Hágsater, (1999).
- Epidendrum angustatum (T.Hashim.) Dodson, (1993).
- Epidendrum angustilobopaniculatum Hágsater & Dodson, (2001).
- Epidendrum angustilobum Fawc. & Rendle, (1909).
- Epidendrum angustisegmentum (L.O.Williams) Hágsater, (1999).
- Epidendrum angustissimum Lindl., (1853).
- Epidendrum anisatum Lex. in P.de La Llave & J.M.de Lexarza, (1825).
- Epidendrum anitae Schltr., (1924).
- Epidendrum annabellae Nir, (1994).
- Epidendrum anoglossoides Ames & C.Schweinf., (1930).
- Epidendrum anoglossum Schltr., (1911).
- Epidendrum anthoceroides Hágsater & Dodson, (2001).
- Epidendrum anthoceros Linden & Rchb.f., (1854).
- Epidendrum anthropophorum Rchb.f., (1856).
- Epidendrum antillanum Ackerman & Hágsater, (1992).
- Epidendrum antonense Hágsater, (1993).
- Epidendrum apaganoides D.E.Benn. & Christenson, (1998).
- Epidendrum apaganum Mansf., (1928).
- Epidendrum aporoides F.Lehm. & Kraenzl., (1899).
- Epidendrum appendiculatum T.Hashim., (1987).
- Epidendrum aquaticoides C.Schweinf., (1943).
- Epidendrum aquaticum Lindl., (1843).
- Epidendrum arachnoglossum Rchb.f. ex André, (1882).
- Epidendrum arbuscula Lindl. in G.Bentham, (1842).
- Epidendrum ardens Kraenzl., (1906).
- Epidendrum arevaloi (Schltr.) Hágsater in R.Escobar (ed.),  (1991).
- Epidendrum aristatum Ackerman & Montalvo, (1986).
- Epidendrum aristisepalum Hágsater & Dodson, (2001).
- Epidendrum aristoloides Hágsater & Dodson, (2001).
- Epidendrum armeniacum Lindl., (1836).
- Epidendrum arnoldii Schltr., (1924).
- Epidendrum asplundii Hágsater & Dodson, (2001).
- Epidendrum atacazoicum Schltr., (1921).
- Epidendrum atrobrunneum Schltr., (1924).
- Epidendrum atrorugosum Hágsater, (1999).
- Epidendrum atroscriptum Hágsater, (1993).
- Epidendrum attenuatum Lindl., (1853).
- Epidendrum atwoodchlamys Hágsater, (1999).
- Epidendrum atwoodii Hágsater & L.Sánchez, (1999).
- Epidendrum aurigineum Barringer, (1991 publ. 1992).
- Epidendrum avicula Lindl., (1841).
- Epidendrum azulense D.E.Benn. & Christenson, (1998).

### B
- Epidendrum badium Hágsater, (1993).
- Epidendrum baezense Hágsater & Dodson, (1993).
- Epidendrum bahorucense Hágsater & L.Cerv., (2001).
- Epidendrum bakrense Hágsater & G.Cremers, (1999).
- Epidendrum bambusaceum Schltr., (1921).
- Epidendrum bambusiforme Kraenzl., (1916).
- Epidendrum bangii Rolfe, (1907).
- Epidendrum barbae Rchb.f., (1866).
- Epidendrum barbaricum Hágsater & Dodson, (2001).
- Epidendrum barbeyanum Kraenzl., (1895).
- Epidendrum batesii Dodson, (1980).
- Epidendrum baumannianum Schltr., (1920).
- Epidendrum beharorum Hágsater, (1993).
- Epidendrum belloi Hágsater, (1999).
- Epidendrum bennettii Dodson, (1989).
- Epidendrum betimianum Barb.Rodr., (1881).
- Epidendrum bianthogastrium Hágsater & Dodson, (2001).
- Epidendrum bicirrhatum D.E.Benn. & Christenson, (1998).
- Epidendrum bidens D.E.Benn. & Christenson, (2001).
- Epidendrum bifalce Schltr., (1921).
- Epidendrum bifarium Sw., (1799).
- Epidendrum biforatum Lindl., (1844).
- Epidendrum bilobatum Ames, (1924).
- Epidendrum birostratum C.Schweinf., (1943).
- Epidendrum bisulcatum Ames, (1923).
- Epidendrum bivalve Lindl., (1853).
- Epidendrum blancheanum Urb., (1922).
- Epidendrum blepharichilum Kraenzl., (1916).
- Epidendrum blepharistes Barker ex Lindl., (1844).
- Epidendrum blepharoclinium Rchb.f., (1876).
- Epidendrum bogotense Schltr., (1924).
- Epidendrum boissierianum Schltr., (1918).
- Epidendrum bolbophylloides F.Lehm. & Kraenzl., (1899).
- Epidendrum bolivianum Schltr., (1912).
- Epidendrum bonitense Hágsater & Dodson, (1993).
- Epidendrum borchsenii Hágsater & Dodson, (2001).
- Epidendrum boricuarum Hágsater & L.Sánchez, (1993).
- Epidendrum boscoense Hágsater & Dodson, (2001).
- Epidendrum boylei Hágsater & Dodson, (2001).
- Epidendrum braccigerum Rchb.f., (1877).
- Epidendrum brachybotrys Ackerman & Montalvo, (1986).
- Epidendrum brachybulbum F.Lehm. & Kraenzl., (1899).
- Epidendrum brachyclinium Hágsater & García-Cruz, (1999).
- Epidendrum brachycorymbosum Hágsater & Dodson (2004).
- Epidendrum brachyglossum Lindl., (1844).
- Epidendrum brachyrepens Hágsater, (1999).
- Epidendrum brachyschistum Schltr., (1924).
- Epidendrum brachystele Schltr., (1916).
- Epidendrum bracteolatum C.Presl, (1827).
- Epidendrum bracteostigma Hágsater & García-Cruz, (1999).
- Epidendrum bracteosum Ames & C.Schweinf., (1930).
- Epidendrum bractiacuminatum Hágsater & Dodson, (1999).
- Epidendrum brassivoliforme F.Lehm. & Kraenzl., (1899).
- Epidendrum brevicaule Schltr., Repert. (1921).
- Epidendrum brevicernuum Hágsater & Dodson, (2001).
- Epidendrum brevivenioides Hágsater & Dodson, (2001).
- Epidendrum brevivenium Lindl., (1853).
- Epidendrum bryophilum Hágsater & Dodson, (2001).
- Epidendrum bucararicense Kraenzl., (1920).
- Epidendrum buchtienii Schltr., (1912).
- Epidendrum bugabense Hágsater, (1993).
- Epidendrum bungerothii Schltr., (1924).
- Epidendrum burtonii D.E.Benn. & Christenson, (2001).

### C
- Epidendrum caeciliae P.Ortiz & Hágsater (2005)
- Epidendrum calacaliense Hágsater & Dodson, 4 (2001).
- Epidendrum calagrense Hágsater & Dodson, (2001).
- Epidendrum calanthum Rchb.f. & Warsz., (1854).
- Epidendrum caldense Barb.Rodr., (1881).
- Epidendrum callobotrys Kraenzl., (1911).
- Epidendrum caloglossum Schltr., (1921).
- Epidendrum caluerorum Hágsater, (1993).
- Epidendrum calyptratoides Hágsater & Dodson, (2001).
- Epidendrum calyptratum F.Lehm. & Kraenzl., (1899).
- Epidendrum campaccii Hágsater & L.Sánchez, (1993).
- Epidendrum campbellstigma Hágsater & García-Cruz, (1999).
- Epidendrum campestre Lindl., (1844).
- Epidendrum camposii Hágsater, (1993).
- Epidendrum campyloglossum P.Ortiz & Hágsater, (1999).
- Epidendrum cancanae (P.Ortiz) Hágsater (2005) (antes Oerstedella cancanae)
- Epidendrum candelabrum Hágsater, (1988).
- Epidendrum capitellatum C.Schweinf., (1943).
- Epidendrum capricornu Kraenzl., (1916).
- Epidendrum caquetanum Schltr., (1924).
- Epidendrum carchiense Hágsater & Dodson, (1993).
- Epidendrum cardenasii Hágsater, (1999).
- Epidendrum cardiochilum L.O.Williams, (1940).
- Epidendrum cardioglossum Rchb.f., (1850).
- Epidendrum cardiophyllum Kraenzl., (1906).
- Epidendrum carmelense Hágsater & Dodson,  (1993).
- Epidendrum carnevalii Hágsater & L.Sánchez, (1999).
- Epidendrum carnosiflorum C.Schweinf., (1943).
- Epidendrum carolii Schltr., Repert. Spec. (1923).
- Epidendrum cartilaginiflorum Rchb.f., (1878).
- Epidendrum carvalhoi Toscano, (2000).
- Epidendrum catillus Rchb.f. & Warsz., (1854).
- Epidendrum cauliflorum Lindl., (1838).
- Epidendrum caurense Carnevali & G.A.Romero, (1992).
- Epidendrum caveroi D.E.Benn. & Christenson, (1998).
- Epidendrum cereiflorum Garay & Dunst., (1965).
- Epidendrum cerinum Schltr., (1918).
- Epidendrum cernuum Kunth in F.W.H.von Humboldt, A.J.A.Bonpland & C.S.Kunth, (1816).
- Epidendrum cesar-fernandezii Carnevali & I.Ramírez, (2003).
- Epidendrum chanchamayodifforme Hágsater & L.Sánchez, (1999).
- Epidendrum chaparense Dodson & R.Vásquez, (1989).
- Epidendrum chauvetii Hágsater & L.Sánchez, (1999).
- Epidendrum chimalapense Hágsater & Salazar, (1999).
- Epidendrum chimantense Hágsater & Carnevali, (1993).
- Epidendrum chioneoides Carnevali & G.A.Romero in G.A.Romero & G.Carnevali, (2000).
- Epidendrum chioneum Lindl., (1845).
- Epidendrum chirripoense Hágsater, (1993).
- Epidendrum chloe Rchb.f., (1856).
- Epidendrum chlorinum Barb.Rodr., (1881).
- Epidendrum chlorops Rchb.f., (1880).
- Epidendrum chogoncolonchense Hágsater & Dodson, (1993).
- Epidendrum chortophyllum Schltr., (1921).
- Epidendrum chrysanthum Hágsater & Dodson, (2001).
- Epidendrum churunense Garay & Dunst., (1965).
- Epidendrum ciliare L., (1759).
- Epidendrum cinnabarinum Salzm. ex Lindl., (1831).
- Epidendrum circinatum Ames, (1924).
- Epidendrum cirrhochilum F.Lehm. & Kraenzl., (1899).
- Epidendrum citrosmum Hágsater, (1988).
- Epidendrum cleistogastrium Hágsater & Dodson, (2001).
- Epidendrum clowesii Bateman ex Lindl., (1844).
- Epidendrum cnemidophorum Lindl., (1853).
- Epidendrum cochabambanum Dodson & R.Vásquez, (1989).
- Epidendrum cochlidium Lindl., (1840).
- Epidendrum cocleense Ames, F.T.Hubb. & C.Schweinf., (1936).
- Epidendrum cocoense Hágsater, (1999).
- Epidendrum cocornocturnum Hágsater, (1999).
- Epidendrum cogniauxianum Hoehne, (1949).
- Epidendrum colombianum A.D.Hawkes,: (1957).
- Epidendrum commelinispathum Carnevali & I.Ramírez in G.A.Romero & G.Carnevali, (2000).
- Epidendrum commelinoides Schltr., (1920).
- Epidendrum compressibulbum D.E.Benn. & Christenson, (1998).
- Epidendrum compressum Griseb., (1864).
- Epidendrum confertum Ames & C.Schweinf., (1930).
- Epidendrum convergens Garay & Dunst., (1965).
- Epidendrum cooperianum Bateman, (1867).
- Epidendrum coordinatum Rchb.f., (1876).
- Epidendrum cordatum Ruiz & Pav., (1798).
- Epidendrum cordiforme C.Schweinf., (1940).
- Epidendrum coriifolium Lindl.,(1851).
- Epidendrum cornanthera F.Lehm. & Kraenzl., (1899).
- Epidendrum cornicallosum Foldats, (1969).
- Epidendrum cornutum Lindl., (1841).
- Epidendrum coronatum Ruiz & Pav., (1798).
- Epidendrum coryophorum (Kunth) Rchb.f. in W.G.Walpers, (1862).
- Epidendrum costanense Hágsater & Carnevali, (1993).
- Epidendrum costatum A.Rich. & Galeotti, (1845).
- Epidendrum cottoniiflorum (Rchb.f.) Hágsater in R.Escobar (ed.), (1991).
- Epidendrum coxianum Rchb.f., (1877).
- Epidendrum crassinervium Kraenzl., (1905).
- Epidendrum crassum C.Schweinf., (1952).
- Epidendrum cremersii Hágsater & L.Sánchez, (1999).
- Epidendrum crenulidifforme L.Sánchez & Hágsater, (2001).
- Epidendrum criniferum Rchb.f., (1871).
- Epidendrum cristatum Ruiz & Pav., (1798).
- Epidendrum croatii Hágsater, (1999).
- Epidendrum croceum Ruiz & Pav., (1798).
- Epidendrum cryptanthum L.O.Williams, (1942).
- Epidendrum cryptoglossum Pabst, (1976).
- Epidendrum cuatrecasasii Garay, (1956).
- Epidendrum cuchibambae F.Lehm. & Kraenzl., (1899).
- Epidendrum cuencanum Schltr., (1921).
- Epidendrum cuneatum Schltr., (1912).
- Epidendrum cuniculatum Schltr., (1921).
- Epidendrum cupreum F.Lehm. & Kraenzl., (1899).
- Epidendrum curtisii A.D.Hawkes, (1957).
- Epidendrum curvicolumna Ames, F.T.Hubb. & C.Schweinf., (1935).
- Epidendrum curvisepalum Hágsater & Dressler, (1993).
- Epidendrum cusii Hágsater, (1978).
- Epidendrum cuyujense Hágsater & Dodson, (2001).
- Epidendrum cyclopterum Schltr., (1920).
- Epidendrum cylindraceum Lindl., (1844).
- Epidendrum cylindrostachys Rchb.f. & Warsz., (1854).
- Epidendrum cylindrostenophyllum Hágsater & Dodson, (2001).
- Epidendrum cymbiglossum Hágsater, (1993).
- Epidendrum cystosum Ames, (1934).

### D
- Epidendrum dactyloclinium Hágsater & Dodson, (2001).
- Epidendrum dalessandroi Hágsater & Dodson, (2001).
- Epidendrum dalstromii Dodson, (1984).
- Epidendrum davidsei Hágsater, (1993).
- Epidendrum decurviflorum Schltr., (1920).
- Epidendrum delcastilloi D.E.Benn. & Christenson, (1998).
- Epidendrum delicatissimum Rchb.f., (1876).
- Epidendrum deltoglossum Garay & Dunst., (1966).
- Epidendrum dendrobii Rchb.f., (1850).
- Epidendrum dendrobioides Thunb., (1818).
- Epidendrum densiflorum Hook., (1840).
- Epidendrum densifolium Kraenzl., (1905).
- Epidendrum denticulatum Barb.Rodr., (1881).
- Epidendrum dentilobum Ames, F.T.Hubb. & C.Schweinf., (1935).
- Epidendrum dermatanthum Kraenzl., (1905).
- Epidendrum dialychilum Hágsater & Dodson, (1993).
- Epidendrum dialyrhombicum Hágsater & Dodson, (2001).
- Epidendrum dichaeoides Carnevali & G.A.Romero, (1992).
- Epidendrum dichotomum C.Presl, (1827).
- Epidendrum difforme Jacq., (1760).
- Epidendrum diffusum Sw., (1788).
- Epidendrum dilochioides L.O.Williams, (1940).
- Epidendrum diothonaeoides Schltr., (1916).
- Epidendrum diphyllum Schltr., (1920).
- Epidendrum dipus Lindl., (1845).
- Epidendrum discoidale Lindl., (1853).
- Epidendrum dixiorum Hágsater, (1993).
- Epidendrum dodii L.Sánchez & Hágsater, (2001).
- Epidendrum × doroteae P.H.Allen, (1958).
- Epidendrum dorsocarinatum Hágsater, (1984).
- Epidendrum dosbocasense Hágsater, (1992).
- Epidendrum dressleri Hágsater, (1987).
- Epidendrum duckei Porto & Brade, (1938 publ. 1940).
- Epidendrum dugandianum A.D.Hawkes, (1957).
- Epidendrum dunstervillei A.D.Hawkes, (1957).
- Epidendrum dunstervilleorum Foldats, (1967).
- Epidendrum dwyeri Hágsater, (1993).

### E
- Epidendrum eburneum Rchb.f., (1867).
- Epidendrum echinatum Løjtnant, (1977).
- Epidendrum edwardsii Ames, (1932).
- Epidendrum elatum C.Schweinf., (1943).
- Epidendrum elcimeyae Hágsater & García-Cruz, (1999).
- Epidendrum elegantissimum F.Lehm. & Kraenzl., (1899).
- Epidendrum elleanthoides Schltr., (1920).
- Epidendrum ellemanniae Hágsater & Dodson, (2001).
- Epidendrum ellipsophyllum L.O.Williams, (1941).
- Epidendrum ellipticum Graham in W.J.Hooker, (1826).
- Epidendrum ellisii Rolfe, (1894).
- Epidendrum emarginatum Ruiz & Pav., (1798).
- Epidendrum embreei Dodson, (1982).
- Epidendrum englerianum F.Lehm. & Kraenzl., (1899).
- Epidendrum envigadoense Hágsater, (1999).
- Epidendrum erectifolium Hágsater & L.Sánchez, (1993).
- Epidendrum eriksenii Hágsater & Dodson, (1993).
- Epidendrum erosum Ames & C.Schweinf., (1925).
- Epidendrum erythrostigma Hágsater, (1999).
- Epidendrum escobarianum Garay, (1967).
- Epidendrum espiritu-santense Dodson & R.Vásquez, (1989).
- Epidendrum estrellense Ames, (1923).
- Epidendrum euchroma Schltr., (1924).
- Epidendrum eugenii Schltr., (1920).
- Epidendrum eustirum Ames, F.T.Hubb. & C.Schweinf., (1935).
- Epidendrum evelynae Rchb.f., (1878).
- Epidendrum exaltatum Kraenzl., (1916).
- Epidendrum examinis S.Rosillo, (1984).
- Epidendrum excelsum C.Schweinf., (1970).
- Epidendrum excisum Lindl., (1844).
- Epidendrum exiguum Ames & C.Schweinf., (1930).
- Epidendrum exile Ames, (1923).
- Epidendrum eximium L.O.Williams, (1941).

### F
- Epidendrum falcatum Lindl., (1840).
- Epidendrum falcisepalum F.Lehm. & Kraenzl., (1899).
- Epidendrum farallonense Hágsater, (1999).
- Epidendrum farinosum R.Vásquez & Dodson, (1999).
- Epidendrum ferrugineum Ruiz & Pav., (1798).
- Epidendrum festucoides Kraenzl., (1920).
- Epidendrum filamentosum Kraenzl., (1920).
- Epidendrum filicaule Lindl., (1831).
- Epidendrum fimbriatum Kunth in F.W.H.von Humboldt, A.J.A.Bonpland & C.S.Kunth, (1816).
- Epidendrum firmum Rchb.f., (1866).
- Epidendrum flexicaule Schltr., (1918).
- Epidendrum flexuosissimum C.Schweinf., (1949).
- Epidendrum flexuosum G.Mey., (1818).
- Epidendrum floridense Hágsater, (1993).
- Epidendrum foldatsii Hágsater & Carnevali, (1993).
- Epidendrum forcipatoides Hágsater, (2001).
- Epidendrum forcipatum C.Schweinf., (1970).
- Epidendrum fosbergii Hágsater & Dodson, (2001).
- Epidendrum frechetteanum D.E.Benn. & Christenson, (2001).
- Epidendrum friderici-guilielmi Rchb.f. & Warsz., (1854).
- Epidendrum frigidum Linden ex Lindl., (1845).
- Epidendrum fritzianum Hoehne, (1952).
- Epidendrum frutex Rchb.f., (1855).
- Epidendrum fruticetorum Schltr., (1921).
- Epidendrum fruticosum Pav. ex Lindl., (1831).
- Epidendrum fruticulum Schltr., (1921).
- Epidendrum fuscinum (Dressler) Hágsater (2005) (antes Oerstedella fuscina)
- Epidendrum fujimorianum D.E.Benn. & Christenson, (1998).
- Epidendrum fulgens Brongn. in L.I.Duperrey, (1834).
- Epidendrum fusiforme (Lindl.) Rchb.f. in W.G.Walpers, (1862).

### G
- Epidendrum garayi Løjtnant, (1977).
- Epidendrum garcia-esquivelii Hágsater & L.Sánchez, (1993).
- Epidendrum garciae Pabst, (1976).
- Epidendrum gasteriferum Scheeren, (1974).
- Epidendrum gastrochilum Kraenzl., (1906).
- Epidendrum gastropodium Rchb.f. in W.G.Walpers, (1862).
- Epidendrum geminatum Schltr., (1921).
- Epidendrum geminiflorum Kunth in F.W.H.von Humboldt, A.J.A.Bonpland & C.S.Kunth, (1816).
- Epidendrum geniculatum Barb.Rodr., (1881).
- Epidendrum gentryi Dodson, (1982).
- Epidendrum gibbosum L.O.Williams, (1941).
- Epidendrum globiflorum F.Lehm. & Kraenzl., (1899).
- Epidendrum glossaspis Rchb.f., (1876).
- Epidendrum glossoceras Rchb.f. & Warsz., (1854).
- Epidendrum glumarum Hamer & Garay, (1985).
- Epidendrum goebelii Schltr., (1915).
- Epidendrum golondrinense Hágsater & Dodson, (2001).
- Epidendrum gomezii Schltr., (1918).
- Epidendrum goniorhachis Schltr., (1918).
- Epidendrum goodspeedianum A.D.Hawkes, (1957).
- Epidendrum gracilibracteatum Hágsater & Dodson, (2001).
- Epidendrum gracillimum Rchb.f. & Warsz., (1854).
- Epidendrum grand-ansense Nir, (2000).
- Epidendrum × gransabanense Carnevali & I.Ramírez, (2003).
- Epidendrum gratissimum (Rchb.f.) Hágsater & Dodson, (1992).
- Epidendrum grayi Hágsater & Dodson, (1993).
- Epidendrum greenwoodii Hágsater, (1987).
- Epidendrum gregorii Hágsater, (1993).
- Epidendrum guacamayense Hágsater & Dodson, (1993).
- Epidendrum guagra-urcuense Hágsater & Dodson, (2001).
- Epidendrum gualaquicense Hágsater & Dodson, (2001).
- Epidendrum guanacasense Hágsater & Dodson, (1993).
- Epidendrum guanacastense Ames & C.Schweinf., (1930).
- Epidendrum guerrerense Hágsater & García-Cruz, (1993).

### H
- Epidendrum haematanthum Schltr., (1921).
- Epidendrum haenkeanum C.Presl, (1827).
- Epidendrum hagsateri Christenson, (1995).
- Epidendrum hajekii R.Vásquez & Dodson, (1999).
- Epidendrum hamatum (Garay) Dressler, (1971).
- Epidendrum hameri Hágsater & L.Sánchez, (1993).
- Epidendrum hammelii Hágsater & L.Sánchez, (1993).
- Epidendrum harlingii Hágsater & Dodson, (2001).
- Epidendrum harmsianum Kraenzl., (1916).
- Epidendrum harrisoniae Hook., (1833).
- Epidendrum hassleri Cogn., (1909).
- Epidendrum hastilabium Schltr., (1920).
- Epidendrum hellerianum A.D.Hawkes, (1966).
- Epidendrum hemiscleria Rchb.f. in W.G.Walpers, (1862).
- Epidendrum hemisclerioides (Kraenzl.) Hágsater & Dodson, (1992).
- Epidendrum henignum Ames, (1923).
- Epidendrum henschenii Barb.Rodr., (1881).
- Epidendrum heringeri Hágsater, (2001).
- Epidendrum herrenhusanum Hágsater, (1999).
- Epidendrum heterodoxum Rchb.f., (1854).
- Epidendrum heterothoneum (Rchb.f. & Warsz.) Hágsater & Dodson, (1992).
- Epidendrum hexagonum Hágsater & Dodson, (1993).
- Epidendrum holmnielsenii Hágsater & Dodson, (2001).
- Epidendrum hololeucum Barb.Rodr., (1881).
- Epidendrum hombersleyi Summerh., (1934).
- Epidendrum homoion Hágsater & Dodson, (1993).
- Epidendrum hookerianum Rchb.f., (1876).
- Epidendrum hopfianum Schltr., (1924).
- Epidendrum horichii Hágsater, (1999).
- Epidendrum hueycantenangense Hágsater & García-Cruz, (1993).
- Epidendrum humeadorense Hágsater & Dodson, (1999).
- Epidendrum humidicola Schltr., (1922).
- Epidendrum hunterianum Schltr., (1922).
- Epidendrum hutchisonii Hágsater, (1999).
- Epidendrum hymenodes Lindl., (1853).

### I
- Epidendrum ibaguense Kunth in F.W.H.von Humboldt, A.J.A.Bonpland & C.S.Kunth, (1816).
- Epidendrum ibarrae R.González, (1993).
- Epidendrum iguagoi Hágsater & Dodson, (2001).
- Epidendrum ilense Dodson, (1977).
- Epidendrum ilinizae Hágsater & Dodson, (1999).
- Epidendrum iltisorum Dodson, (1980).
- Epidendrum imitans Schltr., (1921).
- Epidendrum imthurnii Ridl., (1886).
- Epidendrum inamoenum Kraenzl., (1906).
- Epidendrum incomptoides Ames, F.T.Hubb. & C.Schweinf., (1935).
- Epidendrum incomptum Rchb.f., (1853).
- Epidendrum indanzense Hágsater &; Dodson, (1993).
- Epidendrum indecoratum Schltr., (1921).
- Epidendrum infaustum Rchb.f., (1863).
- Epidendrum ingramii Hágsater & García-Cruz, (1999).
- Epidendrum inornatum Schltr., (1917).
- Epidendrum insectiferum Lindl., (1853).
- Epidendrum insignificans Hágsater & Dodson, (1993).
- Epidendrum insolatum Barringer, (1991 publ. 1992).
- Epidendrum insulanum Schltr., (1918).
- Epidendrum intertextum F.Lehm. & Kraenzl., (1899).
- Epidendrum ionodesme Schltr., (1920).
- Epidendrum ionophyllum P.Ortiz, (1997).
- Epidendrum isomerum Schltr., (1906).
- Epidendrum isthmi Schltr., (1922).

### J
- Epidendrum jajense Rchb.f., (1854).
- Epidendrum jamaicense Lindl., (1853).
- Epidendrum jamiesonis Rchb.f., (1856).
- Epidendrum janeirense Porto & Brade, (1938 publ. 1940).
- Epidendrum jarae D.E.Benn. & Christenson, (2001).
- Epidendrum jaramilloae Hágsater & Dodson, (1993).
- Epidendrum jasminosmum Hágsater & Dodson, (2001).
- Epidendrum jativae Dodson, (1980).
- Epidendrum jatunsachanum Dodson & Hágsater, (1994).
- Epidendrum jefeallenii Hágsater & García-Cruz, (1999).
- Epidendrum jefestigma Hágsater & García-Cruz, (1999).
- Epidendrum jejunum Rchb.f., (1878).
- Epidendrum jessupiorum Hágsater & Dodson, (2001).
- Epidendrum jimburense Hágsater & Dodson, (2001).
- Epidendrum jimenezii Hágsater, (1999).
- Epidendrum johnstonii Ames, (1905).
- Epidendrum juergensenii Rchb.f., (1880).
- Epidendrum juruaense Cogn. in C.F.P.von Martius & auct. suc. (eds.), (1906).

### K
- Epidendrum kalloneuron Kraenzl., (1920).
- Epidendrum kanehirae Hágsater, (2001).
- Epidendrum kantenii Rchb.f., (1876).
- Epidendrum kautskyi Pabst, (1973).
- Epidendrum kerichilum Hágsater, (1888).
- Epidendrum kerryae Hágsater & L.Sánchez, (1994).
- Epidendrum killipii Hágsater & L.Sánchez, (1999).
- Epidendrum klotzscheanum Rchb.f., (1850).
- Epidendrum kockii Hágsater & Dodson, (1999).

### L
- Epidendrum laceratum C.Schweinf., (1952).
- Epidendrum lacertinum Lindl., (1841).
- Epidendrum lacustre Lindl., (1853).
- Epidendrum lagenocolumna Hágsater & L.Sánchez, (1993).
- Epidendrum lagenomorphum Hágsater & Dodson, (2001).
- Epidendrum lagotis Rchb.f., (1855).
- Epidendrum lamprochilum Hágsater, (1999).
- Epidendrum lanceolatum Bradford ex Griseb., (1864).
- Epidendrum lancilabium Schltr., (1923).
- Epidendrum lanioides Schltr., (1913).
- Epidendrum lanipes Lindl., (1853).
- Epidendrum lankesteri Ames, (1923).
- Epidendrum larae Dodson & R.Vásquez, (1989).
- Epidendrum laterale Rolfe, (1912).
- Epidendrum latibracteum Kraenzl., (1920).
- Epidendrum latilabre Lindl., (1841).
- Epidendrum latisegmentum C.Schweinf., (1943).
- Epidendrum laucheanum Bonhof ex Rolfe, (1893).
- Epidendrum laurelense Hágsater & Dodson, (2001).
- Epidendrum lawessonii Hágsater & Dodson, (2001).
- Epidendrum laxicaule D.E.Benn. & Christenson, (1998).
- Epidendrum laxifoliatum Schltr., (1920).
- Epidendrum lechleri Rchb.f., (1876).
- Epidendrum lehmannii Rchb.f., (1878).
- Epidendrum leimebambense Hágsater, (1993).
- Epidendrum leonii D.E.Benn. & Christenson, (1998).
- Epidendrum lezlieae R.Vásquez & Ibisch, (2003).
- Epidendrum lignosum Lex. in P.de La Llave & J.M.de Lexarza, (1825).
- Epidendrum liguliferum C.Schweinf., (1943).
- Epidendrum lilijae Foldats, (1968).
- Epidendrum lima Lindl., (1853).
- Epidendrum lindae Hágsater & Dodson, (1999).
- Epidendrum lindbergii Rchb.f., (1881).
- Epidendrum linearidiforme Hágsater & L.Sánchez, (1999).
- Epidendrum litense Hágsater & Dodson, (1993).
- Epidendrum littorale Hágsater & Dodson, (1993).
- Epidendrum llactapataense D.E.Benn. & Christenson,  (2001).
- Epidendrum llaviucoense Hágsater & Dodson, (2001).
- Epidendrum lloense (Lindl.) Hágsater & Dodson, (1992).
- Epidendrum lockhartioides Schltr., (1923).
- Epidendrum loefgrenii Cogn. in C.F.P.von Martius & auct. suc. (eds.), (1898).
- Epidendrum loejtnantii Hágsater & Dodson, (2001).
- Epidendrum longibracteatum Hágsater, (1999).
- Epidendrum longicaule (L.O.Williams) L.O.Williams, (1964)
- Epidendrum longicolle Lindl., (1838).
- Epidendrum longicrure Schltr., (1920).
- Epidendrum longiflorum Kunth in F.W.H.von Humboldt, A.J.A.Bonpland & C.S.Kunth, (1816).
- Epidendrum longipetalum A.Rich. & Galeotti, (1845).
- Epidendrum longirepens (C.Schweinf.) C.Schweinf., (1953)
- Epidendrum lopezii Hágsater, (1999).
- Epidendrum lowilliamsii García-Cruz, (1992).
- Epidendrum loxense F.Lehm. & Kraenzl., (1899).
- Epidendrum luckei I.Bock, (1984).
- Epidendrum lueri Dodson & Hágsater, (1989).
- Epidendrum lumbaquiense Hágsater & Dodson, (1999).

### M
- Epidendrum macasense Hágsater & Dodson, (1993).
- Epidendrum macbridei C.Schweinf., (1943)
- Epidendrum macdougallii (Hágsater) Hágsater  (2005) (antes Oerstedella macdougallii)
- Epidendrum macrocarpum Rich., (1792).
- Epidendrum macroceras Schltr., (1920).
- Epidendrum macroclinium Hágsater, (1987).
- Epidendrum macrocyphum Kraenzl., (1905).
- Epidendrum macrogastrium Kraenzl., (1905).
- Epidendrum macroophorum Hágsater & Dodson, (1999).
- Epidendrum macropodum Rchb.f., (1856).
- Epidendrum macrothyrsoides Rchb.f., (1877).
- Epidendrum macrum Dressler, (1967).
- Epidendrum maderoi Schltr., (1920).
- Epidendrum madsenii Hágsater & Dodson, (1999).
- Epidendrum maduroi Hágsater & García-Cruz, (1999).
- Epidendrum magalhaesii Schltr., (1920).
- Epidendrum magdalenense Porto & Brade, (1935).
- Epidendrum magnibracteatum Ames, (1922).
- Epidendrum magnibracteum Kraenzl., (1920).
- Epidendrum magnificum Schltr., (1918).
- Epidendrum magnoliae Muhl., (1813).
- Epidendrum maldonadoense Hágsater & Dodson, (2001).
- Epidendrum manarae Foldats, (1968).
- Epidendrum mancum Lindl., (1844).
- Epidendrum mantinianum Rolfe, (1892).
- Epidendrum mantiqueranum Porto & Brade, (1938 publ. 1940).
- Epidendrum mantis-religiosae Hágsater, (1988).
- Epidendrum marmoratum A.Rich. & Galeotti, (1845).
- Epidendrum marsiorum R.Vásquez & Ibisch, (2003).
- Epidendrum marsupiale F.Lehm. & Kraenzl., (1899).
- Epidendrum martianum Lindl., (1840).
- Epidendrum martinezii L.Sánchez & Carnevali, (2001).
- Epidendrum mathewsii Rchb.f., (1886).
- Epidendrum matudae L.O.Williams, (1968).
- Epidendrum medusae (Rchb.f.) Pfitzer in H.G.A.Engler & K.A.E.Prantl (eds.), (1889).
- Epidendrum megagastrium Lindl., (1853).
- Epidendrum megaloclinium Hágsater & Dodson, (2001).
- Epidendrum megalospathum Rchb.f., (1877).
- Epidendrum melanoporphyreum Hágsater, (1993).
- Epidendrum melanotrichoides Hágsater & Dodson, (1999).
- Epidendrum melanoxeros Hágsater & Dodson, (1999).
- Epidendrum melinanthum Schltr., (1920).
- Epidendrum melistagum Hágsater, (1988).
- Epidendrum mesocarpum Hágsater, (1999).
- Epidendrum mesomicron Lindl., (1853).
- Epidendrum microcardium Schltr., (1923).
- Epidendrum microcarpum Hágsater & Dodson, (2001).
- Epidendrum microcattleya (Kraenzl.) Schltr., (1921).
- Epidendrum microcattleyioides D.E.Benn. & Christenson, (2001).
- Epidendrum microcephalum Hágsater & L.Sánchez, (1999).
- Epidendrum microcharis Rchb.f., (1870).
- Epidendrum microdendron Rchb.f., (1866).
- Epidendrum microdiothoneum Hágsater & Dodson, (2001).
- Epidendrum microglossum Schltr., (1917).
- Epidendrum micronocturnum Carnevali & G.A.Romero, (1996).
- Epidendrum microphyllum Lindl., (1841).
- Epidendrum miguelii Schltr., (1925).
- Epidendrum milenae Dodson & R.Vásquez, (1989).
- Epidendrum millei Schltr., (1917).
- Epidendrum mimeticum Carnevali & G.A.Romero in G.A.Romero & G.Carnevali, (2000).
- Epidendrum minarum Hoehne & Schltr., (1921).
- Epidendrum miniatum Schltr., (1921).
- Epidendrum mininocturnum Dodson, (1977).
- Epidendrum minus (Cogn.) Hágsater, (1999).
- Epidendrum minutidentatum C.Schweinf., (1943).
- Epidendrum minutiflorum C.Schweinf., (1943).
- Epidendrum mirabile Ames & C.Schweinf., (1930)
- Epidendrum miradoranum Dodson & D.E.Benn., (1989).
- Epidendrum misasii Hágsater (2005) (antes Oerstedella viridiflora Hágsater)
- Epidendrum miserrimum Rchb.f., (1855).
- Epidendrum miserum Lindl., (1841).
- Epidendrum mittelstaedtii Hágsater, (1993).
- Epidendrum mixtecanum Hágsater & García-Cruz, (1993).
- Epidendrum mixtoides Hágsater & Dodson, (1993).
- Epidendrum mixtum Schltr., (1912).
- Epidendrum mocinoi Hágsater, (1999).
- Epidendrum modestissimum F.Lehm. & Kraenzl., (1899).
- Epidendrum modestum Rchb.f. & Warsz., (1854).
- Epidendrum mojandae Schltr., (1921).
- Epidendrum molaui Hágsater & Dodson, (2001).
- Epidendrum molle Rchb.f., (1876).
- Epidendrum monanthum Schltr., (1916).
- Epidendrum monophlebium Hágsater, (1999).
- Epidendrum montis-narae Pupulin & L.Sánchez, (2001).
- Epidendrum montispichinchense Hágsater & Dodson, (2001).
- Epidendrum montserratense Nir, (2000).
- Epidendrum monzonense Kraenzl., (1905).
- Epidendrum mora-retanae Hágsater, (1993).
- Epidendrum morganii Dodson & Garay, (1980).
- Epidendrum moritzii Rchb.f., (1850).
- Epidendrum moronense Dodson & Hágsater, (1989).
- Epidendrum morrisii Hágsater & L.Cerv., (2001).
- Epidendrum muricatisepalum Hágsater (2004).
- Epidendrum muricatoides Hágsater & Dodson, (1993).
- Epidendrum muscicola Schltr., (1923).
- Epidendrum musciferum Lindl., (1834).
- Epidendrum mutelianum Cogn. in I.Urban, (1910).
- Epidendrum mutisii Hágsater, (1999).
- Epidendrum myodes Rchb.f., (1866).
- Epidendrum myrmecophorum Barb.Rodr., (1891).

### N
- Epidendrum nanegalense Hágsater & Dodson, (2001).
- Epidendrum nanopsis Dodson & Hágsater, (1989).
- Epidendrum nanosimplex Hágsater & Dodson, (1999).
- Epidendrum nanum C.Schweinf., (1943).
- Epidendrum neglectum Schltr., (1921).
- Epidendrum nelsonii Hágsater, (1987).
- Epidendrum nematopetalum Hágsater & Dodson, (2001).
- Epidendrum neogaliciensis Hágsater & R.González, (1983).
- Epidendrum neolehmannia Schltr., (1921).
- Epidendrum neoporpax Ames, (1934).
- Epidendrum neoviridiflorum Hágsater, (1992).
- Epidendrum neudeckeri Dodson & Hágsater, (1994).
- Epidendrum nicaraguense Scheeren ex Hágsater, (1993).
- Epidendrum nigricans Schltr., (1913).
- Epidendrum nitens Rchb.f., (1866).
- Epidendrum nitidum L.O.Williams, (1940).
- Epidendrum noackii Cogn. in C.F.P.von Martius & auct. suc. (eds.), (1906).
- Epidendrum nocturnum Jacq., (1760). (Espécie tipo)
- Epidendrum norae Carnevali & G.A.Romero, (1996).
- Epidendrum notabile Schltr., (1923).
- Epidendrum nubigena Schltr., (1924).
- Epidendrum nubium Rchb.f., (1866).
- Epidendrum nuriense Carnevali & Hágsater, (1992).
- Epidendrum nutans Sw., (1788).
- Epidendrum nutantirhachis Ames & C.Schweinf., (1930).

### O
- Epidendrum oaxacanum Rolfe, (1904).
- Epidendrum obergii A.D.Hawkes, (1957).
- Epidendrum obliquifolium Ames, F.T.Hubb. & C.Schweinf., (1935).
- Epidendrum obliquum Schltr., (1912).
- Epidendrum oblongialpicola Hágsater & Dodson, (2001).
- Epidendrum obovatipetalum Hágsater & Dodson, (1993).
- Epidendrum ochricolor A.D.Hawkes, (1957).
- Epidendrum ochriodes Lindl., (1853).
- Epidendrum ochrochlorum Barb.Rodr., (1881).
- Epidendrum octomerioides Schltr., (1907).
- Epidendrum odontochilum Hágsater, (1988).
- Epidendrum odontospathum Rchb.f., (1878).
- Epidendrum oellgaardii Hágsater & Dodson, (1993).
- Epidendrum oerstedii Rchb.f., (1852).
- Epidendrum oldemanii Christenson, (1994).
- Epidendrum oligophyllum F.Lehm. & Kraenzl., (1899).
- Epidendrum ophidion Dodson & R.Vásquez, (1989).
- Epidendrum opiranthizon Hágsater & Dodson, (1993).
- Epidendrum oraion Hágsater, (1993).
- Epidendrum orbiculatum C.Schweinf., (1943)
- Epidendrum orchidiflorum Salzm. ex Lindl., (1831).
- Epidendrum oreogena Schltr., (1924).
- Epidendrum oreonastes Rchb.f., (1878).
- Epidendrum orgyale Lindl., (1845).
- Epidendrum orientale Hágsater & M.A.Díaz, (1993).
- Epidendrum ornithidii Schltr., (1921).
- Epidendrum ornithoglossum Schltr., (1917).
- Epidendrum orthocaule Schltr., (1921).
- Epidendrum orthoclinium Hágsater & Dodson, (2001).
- Epidendrum orthodontum Hágsater & L.Sánchez, (1999).
- Epidendrum orthophyllum Hágsater & Dodson, (1993).
- Epidendrum oxapampense Hágsater, (1999).
- Epidendrum oxycalyx Hágsater & Dodson, (1993).
- Epidendrum oxyglossum Schltr., (1923).
- Epidendrum oxynanodes Hágsater, (1999).
- Epidendrum oyacachiense Hágsater, (1992).

### P
- Epidendrum pachoi Hágsater & L.Sánchez, (2001).
- Epidendrum pachyceras Hágsater & L.Sánchez, (1993).
- Epidendrum pachychilum Kraenzl., (1905).
- Epidendrum pachyneuron Schltr., (1920).
- Epidendrum pachyphyton Garay, (1973).
- Epidendrum pachyrachis Ames, (1923).
- Epidendrum palaciosii Hágsater & Dodson, (1993).
- Epidendrum pallatangae Schltr., (1917).
- Epidendrum pallens Rchb.f., (1866).
- Epidendrum pallidiflorum Hook., (1830)
- Epidendrum palmense Ames (1923).
- Epidendrum palmidium Hágsater, (1999).
- Epidendrum pampatamboense Dodson & R.Vásquez, (1989).
- Epidendrum panamense Schltr., (1913).
- Epidendrum panchrysum Rchb.f. & Warsz., (1854).
- Epidendrum panduratum Hágsater & Dodson, (1993).
- Epidendrum panicoides Schltr., (1921).
- Epidendrum paniculatum Ruiz & Pav., (1798)
- Epidendrum paniculosum Barb.Rodr., (1877).
- Epidendrum panteonense Dodson & R.Vásquez, (1989).
- Epidendrum papallactense Hágsater & Dodson, (2001).
- Epidendrum paradisicola Hágsater & García-Cruz, (1999).
- Epidendrum paraguastigma Hágsater & García-Cruz, (1999).
- Epidendrum parahybunense Barb.Rodr., (1881).
- Epidendrum paranaense Barb.Rodr., (1881).
- Epidendrum paranthicum Rchb.f., (1852).
- Epidendrum parkinsonianum Hook., (1840)
- Epidendrum paruimense G.A.Romero & Carnevali  (2004).
- Epidendrum parviflorum Ruiz & Pav., (1798).
- Epidendrum parvilabre Lindl. in G.Bentham, (1845).
- Epidendrum parviexasperatum (Hágsater) Hágsater (2005) (antes Oerstedella parviexasperata)
- Epidendrum pastoense Schltr., (1920).
- Epidendrum pastranae Hágsater, (1978).
- Epidendrum patens Sw., (1806).
- Epidendrum paucifolium Schltr., (1907).
- Epidendrum pazii Hágsater, (2001).
- Epidendrum pedale Schltr., 0 (1926).
- Epidendrum pedicellare Schltr., Repert. Spec. Nov. Regni Veg. 14: 390 (1916).
- Epidendrum pendens L.O.Williams, (1941).
- Epidendrum penneystigma Hágsater & García-Cruz, (1999).
- Epidendrum pentacarinatum Hágsater & Dodson, (1999).
- Epidendrum peperomia Rchb.f., (1854)
- Epidendrum peperomioides Schltr., (1921).
- Epidendrum peraltum Schltr., (1920).
- Epidendrum pergameneum Rchb.f., (1866).
- Epidendrum pergracile Schltr., (1921).
- Epidendrum perijaense Carnevali & G.A.Romero in G.A.Romero & G.Carnevali, (2000).
- Epidendrum pernambucense Cogn. in C.F.P.von Martius & auct. suc. (eds.), (1906).
- Epidendrum persinnile Schltr., (1920).
- Epidendrum peruvianum A.D.Hawkes, (1957).
- Epidendrum philippii Rchb.f., (1850).
- Epidendrum philocremnum Hágsater & Dodson, (2001).
- Epidendrum phragmites A.H.Heller & L.O.Williams, (1968).
- Epidendrum phyllocharis Rchb.f., (1878).
- Epidendrum physodes Rchb.f., (1873).
- Epidendrum physophorum Schltr., (1913).
- Epidendrum physopus Kraenzl., (1905).
- Epidendrum pichinchae Schltr., (1921).
- Epidendrum pilcuense Hágsater, (1993).
- Epidendrum piliferum Rchb.f., (1876).
- Epidendrum piperinum Lindl., (1845).
- Epidendrum pirrense Hágsater, (2001).
- Epidendrum pittieri Ames, (1922).
- Epidendrum plagiophyllum Hágsater, (1999).
- Epidendrum platychilum Schltr., (1921).
- Epidendrum platyclinium Hágsater & Dodson, (1999).
- Epidendrum platyglossum Rchb.f., (1876).
- Epidendrum platyotis Rchb.f., (1859).
- Epidendrum platypetalum Hágsater, (2001).
- Epidendrum platyphylloserpens Hágsater, (2001).
- Epidendrum platyphyllostigma Hágsater & García-Cruz, (1999).
- Epidendrum platystigma Rchb.f., (1866).
- Epidendrum pleurobotrys Schltr., (1921).
- Epidendrum pleurothalloides Hágsater, (1993).
- Epidendrum podocarpophilum Schltr., (1921).
- Epidendrum podostylos Hágsater & Dodson, (1993).
- Epidendrum poeppigii Hágsater, (1993).
- Epidendrum pogonochilum Carnevali & G.A.Romero in G.A.Romero & G.Carnevali, (2000).
- Epidendrum pollardii Hágsater, (1993).
- Epidendrum polyanthogastrium Hágsater & Dodson, (1999).
- Epidendrum polyanthum Lindl., (1831).
- Epidendrum polychlamys Schltr., (1906).
- Epidendrum polychromum Hágsater, (1979).
- Epidendrum polygonatum Lindl., (1858).
- Epidendrum polystachyoides Kraenzl., (1920).
- Epidendrum polystachyum Kunth in F.W.H.von Humboldt, A.J.A.Bonpland & C.S.Kunth, (1816).
- Epidendrum pomacochense Hágsater, (1999).
- Epidendrum pomecense Hágsater, (1999).
- Epidendrum popayanense F.Lehm. & Kraenzl., (1899).
- Epidendrum porphyreum Lindl., (1841)
- Epidendrum porquerense F.Lehm. & Kraenzl., (1899).
- Epidendrum posadarum Hágsater, (2001).
- Epidendrum powellii Schltr., (1922).
- Epidendrum pozoi Hágsater & Dodson, (1993).
- Epidendrum praetervisum Rchb.f., (1876).
- Epidendrum prasinum Schltr., (1920).
- Epidendrum presbyteri-ludgeronis Gomes Ferreira, (1994).
- Epidendrum pristes Rchb.f., (1886).
- Epidendrum probiflorum Schltr., (1922).
- Epidendrum proligerum Barb.Rodr., (1877)
- Epidendrum propinquum A.Rich. & Galeotti, (1845)
- Epidendrum prostratum (Lindl.) Cogn. in C.F.P.von Martius & auct. suc. (eds.), (1898).
- Epidendrum pseudapaganum D.E.Benn. & Christenson, (1998).
- Epidendrum pseudavicula Kraenzl., (1911).
- Epidendrum pseudepidendrum Rchb.f., 0 (1856).
- Epidendrum pseudoalbiflorum D.E.Benn. & Christenson, (1998).
- Epidendrum pseudoanceps D.E.Benn. & Christenson, (1998)
- Epidendrum pseudocernuum Carnevali & I.Ramírez, (1998).
- Epidendrum pseudodifforme Hoehne & Schltr., (1925).
- Epidendrum pseudogramineum D.E.Benn. & Christenson, (2001).
- Epidendrum pseudolankesteri Carnevali & G.A.Romero in G.A.Romero & G.Carnevali, (2000).
- Epidendrum pseudonocturnum Hágsater & Dodson, (1993).
- Epidendrum pseudopaniculatum Dodson, (1978).
- Epidendrum pseudopolystachyum D.E.Benn. & Christenson, (2001).
- Epidendrum pseudoramosum Schltr., (1912).
- Epidendrum pteroglottis Schltr., (1921).
- Epidendrum pterostele Hágsater & Dodson, (2001).
- Epidendrum puberulosum Hágsater, (1992).
- Epidendrum pubiflorum C.Schweinf.,(1943).
- Epidendrum pucunoense Hágsater & Dodson, (2001).
- Epidendrum pudicum Ames, (1923).
- Epidendrum pulchrum (Schltr.) Hágsater & Dodson, (1992).
- Epidendrum purpurascens Focke, (1851).
- Epidendrum × purpureum Barb.Rodr., (1877).
- Epidendrum purum Lindl., (1844).
- Epidendrum puteum Standl. & L.O.Williams, (1953).
- Epidendrum putidocardiophyllum Hágsater & Dodson, (2001).
- Epidendrum putumayoense Hágsater & L.Sánchez, (1999).
- Epidendrum puyoense Hágsater & Dodson, (2001).

### Q
- Epidendrum quadrangulatum A.D.Hawkes, (1957).
- Epidendrum quinquecallosum Schltr., (1920).
- Epidendrum quinquepartitum Schltr., (1922).
- Epidendrum quisayanum Schltr., (1916).
- Epidendrum quitensium Rchb.f. in W.G.Walpers, (1862).

### R
- Epidendrum radicans Pav. ex Lindl., (1831).
- Epidendrum radioferens (Ames, F.T.Hubb. & C.Schweinf.) Hágsater, (1977).
- Epidendrum rafael-lucasii Hágsater, (1993).
- Epidendrum ramonianum Schltr., (1923).
- Epidendrum ramosissimum Ames & C.Schweinf., (1925).
- Epidendrum ramosum Jacq., (1760).
- Epidendrum raphidophorum Lindl., (1853).
- Epidendrum reclinatum Carnevali & I.Ramírez, (2003).
- Epidendrum rectopedunculatum C.Schweinf., (1943).
- Epidendrum recurvatum Lindl., (1845).
- Epidendrum refractum Lindl., (1843).
- Epidendrum renilabioides Hágsater & Dodson, (2001).
- Epidendrum renilabium Schltr., (1920).
- Epidendrum renzii Garay & Dunst., (1965).
- Epidendrum repens Cogn., (1909).
- Epidendrum resectum Rchb.f., (1876).
- Epidendrum reveloi Hágsater & Dodson, (1993).
- Epidendrum revertianum (Stehlé) Hágsater, (1993).
- Epidendrum revolutum Barb.Rodr., (1877).
- Epidendrum rhizomaniacum Rchb.f., (1878)
- Epidendrum rhodanthum Hágsater & Dodson, (1999).
- Epidendrum rhodoides Hágsater & Dodson, (2001).
- Epidendrum rhombochilum L.O.Williams, (1940).
- Epidendrum rhopalostele Hágsater & Dodson, (2001).
- Epidendrum rigidiflorum Schltr., (1923).
- Epidendrum rigidum Jacq., (1760)
- Epidendrum riobambae Schltr., (1921).
- Epidendrum rivulare Lindl., (1858).
- Epidendrum robustum Cogn. in C.F.P.von Martius & auct. suc. (eds.), (1906).
- Epidendrum rocalderianum P.Ortiz & Hágsater, (1999).
- Epidendrum rodrigoi Hágsater, (1993).
- Epidendrum rojasii Cogn., (1912).
- Epidendrum rolfeanum F.Lehm. & Kraenzl., (1899).
- Epidendrum romanii Hágsater & Dodson, (1993).
- Epidendrum roncanum Dodson & R.Vásquez, (1989).
- Epidendrum rondoniense L.C.Menezes, (1990).
- Epidendrum rondosianum C.Schweinf., (1943).
- Epidendrum roseoscriptum Hágsater, (1993).
- Epidendrum rosilloi Hágsater, (1988).
- Epidendrum rostratum Garay & Dunst., (1961).
- Epidendrum rostrigerum Rchb.f., (1876).
- Epidendrum rothii A.D.Hawkes, (1957).
- Epidendrum rotundifolium Hágsater & Dodson, (2001).
- Epidendrum rowleyi Withner & Pollard, (1969).
- Epidendrum rubioi Hágsater & Dodson, (1993).
- Epidendrum rubroticum Hágsater, (1993).
- Epidendrum rueckerae Rchb.f., (1865).
- Epidendrum rugosum Ames, (1923).
- Epidendrum rugulosum Schltr., (1920).
- Epidendrum ruizianum Steud., (1840)
- Epidendrum ruizlarreanum D.E.Benn. & Christenson, (2001).
- Epidendrum rupestre Lindl., (1841).
- Epidendrum rupicola Cogn. in C.F.P.von Martius & auct. suc. (eds.), (1898).

### S
- Epidendrum saccatum Hágsater, (2001).
- Epidendrum samaipatense Dodson & R.Vásquez, (1989).
- Epidendrum sanchoi Ames, (1923).
- Epidendrum sanctae-martae Schltr., (1920).
- Epidendrum sanctalucianum H.G.Jones, (1975).
- Epidendrum sancti-ramoni Kraenzl., (1929).
- Epidendrum sanderi A.D.Hawkes, (1957).
- Epidendrum santaclarense Ames, (1923).
- Epidendrum sarcochilum Lindl. & Rchb.f., (1854).
- Epidendrum sarcodes Lindl., Fol. Orchid. (1853).
- Epidendrum sarcoglottis Schltr., (1921).
- Epidendrum sarcostalix Rchb.f. & Warsz., (1854).
- Epidendrum saxatile Lindl., (1841).
- Epidendrum saxicola Kraenzl., (1905).
- Epidendrum saximontanum Pabst, (1967).
- Epidendrum scabrum Ruiz & Pav., (1798).
- Epidendrum scalpelligerum Rchb.f., (1865).
- Epidendrum scharfii Hágsater & Dodson, (1993).
- Epidendrum schistochilum Schltr., (1924).
- Epidendrum schizoclinandrium D.E.Benn. & Christenson, (2001).
- Epidendrum schlimii Rchb.f., (1850).
- Epidendrum schneideri Hágsater, (2001).
- Epidendrum schnitteri Schltr., (1921).
- Epidendrum schunkei D.E.Benn. & Christenson, (1998).
- Epidendrum scopulorum Rchb.f., (1878).
- Epidendrum sculptum Rchb.f., (1854).
- Epidendrum scutella Lindl., (1844).
- Epidendrum secundum Jacq., (1760).
- Epidendrum selaginella Schltr., (1906).
- Epidendrum semiteretifolium D.E.Benn. & Christenson, (1995).
- Epidendrum septumspinae D.E.Benn. & Christenson, (2001).
- Epidendrum serpens Lindl. in G.Bentham, (1845).
- Epidendrum sertorum Garay & Dunst., (1972).
- Epidendrum seytocladium Schltr., (1920).
- Epidendrum shigenobui Hágsater, (1999).
- Epidendrum sierrae-peladae Kraenzl.,(1920).
- Epidendrum sigmoideum Hágsater, (1999).
- Epidendrum silvae Hágsater & V.P.Castro, (1999).
- Epidendrum silvanum V.P.Castro & Chiron, (2003).
- Epidendrum silverstonei Hágsater, (1999).
- Epidendrum simulacrum Ames, (1923).
- Epidendrum singuliflorum Schltr., (1912).
- Epidendrum sinuosum Lindl., (1853).
- Epidendrum siphonosepaloides T.Hashim., (1986).
- Epidendrum siphonosepalum Garay & Dunst., (1972).
- Epidendrum sisgaense Hágsater, (2001).
- Epidendrum skutchii Ames, F.T.Hubb. & C.Schweinf., (1936).
- Epidendrum smaragdinum Lindl., (1838).
- Epidendrum sobralioides Ames & Correll, (1943)
- Epidendrum socorrense Rchb.f. & Warsz., (1854).
- Epidendrum sodiroi Schltr., (1916).
- Epidendrum sophronitis Lindl. & Rchb.f., (1857).
- Epidendrum sophronitoides F.Lehm. & Kraenzl., (1899).
- Epidendrum soratae Rchb.f., (1878).
- Epidendrum spathulipetalum Hágsater & Dressler, (2001).
- Epidendrum sphaeranthum Schltr., (1921).
- Epidendrum sphaerostachyum Rchb.f., (1877).
- Epidendrum sphenoglossum F.Lehm. & Kraenzl., (1899).
- Epidendrum spicatum Hook.f., (1851).
- Epidendrum spilotum Garay & Dunst., (1976).
- Epidendrum spinescens Lindl., (1853).
- Epidendrum spruceanum Lindl., (1853).
- Epidendrum stalkyi Carnevali & G.A.Romero in G.A.Romero & G.Carnevali, (2000).
- Epidendrum stallforthianum Kraenzl., (1912).
- Epidendrum stamfordianum Bateman, (1839)
- Epidendrum stangeanum  Rchb.f., (1881).
- Epidendrum stanhopeanum Kraenzl., (1897).
- Epidendrum steinbachii Ames, (1922).
- Epidendrum stellidifforme Hágsater & Dodson, (2001).
- Epidendrum stenopetaloides Kraenzl., (1920).
- Epidendrum stenophyllum Hágsater & Dodson, (1993).
- Epidendrum stenophyton Schltr., (1921).
- Epidendrum sterroanthum Schltr., (1920).
- Epidendrum sterrophyllum Schltr., (1920).
- Epidendrum stevensii Hágsater, (1992).
- Epidendrum stevensonii Hágsater & Dodson, (2001).
- Epidendrum steyermarkii A.D.Hawkes, (1957).
- Epidendrum stiliferum Dressler, (1967).
- Epidendrum stolidium Hágsater (2005) (antes Oerstedella ornata )
- Epidendrum storkii Ames, (1924).
- Epidendrum stramineum Lindl., (1853).
- Epidendrum strictiforme C.Schweinf., (1949).
- Epidendrum strictum Schltr., (1924).
- Epidendrum strobiliferum Rchb.f., (1859)
- Epidendrum strobiloides Garay & Dunst., (1966).
- Epidendrum suaveolens Ames, (1922).
- Epidendrum suavis (Rchb.f. & Warsz.) Løjtnant, (1977)
- Epidendrum subadnatum Rchb.f., (1876).
- Epidendrum subfloribundum Schltr., (1924).
- Epidendrum sublobatum C.Schweinf. ex Garay & Dunst., (1965).
- Epidendrum subnutans Ames & C.Schweinf., (1930).
- Epidendrum suborbiculare Schltr., (1924).
- Epidendrum subpurum Rchb.f., (1854).
- Epidendrum subreniforme C.Schweinf., (1943).
- Epidendrum subtorquatum Kraenzl., (1920).
- Epidendrum successivum Hágsater & F.E.L.Miranda, (1993).
- Epidendrum succulentum Hágsater, (1988).
- Epidendrum sucumbiense Hágsater & Dodson, (2001).
- Epidendrum suinii Hágsater & Dodson, (2001).
- Epidendrum sulcatum Ames, (1922).
- Epidendrum sumacoense Hágsater & Dodson, (1993).
- Epidendrum summerhayesii Hágsater, (1993).
- Epidendrum superpositum Garay, (1958).
- Epidendrum suturatum Hágsater & Dressler, (1993).
- Epidendrum sympetalostele Hágsater & L.Sánchez, (1993).
- Epidendrum sympodiale Schltr., (1920).
- Epidendrum synchronum Hágsater (2004).
- Epidendrum syringodes Schltr., (1929).
- Epidendrum syringothyrsis Rchb.f. ex Hook.f., (1875).

### T
- Epidendrum tacarcunense Hágsater, (1999).
- Epidendrum tachirense Foldats, (1968).
- Epidendrum talamancanum (J.T.Atwood) Mora-Ret. & García Castro, (1990 publ. 1991).
- Epidendrum tamaense Foldats, (1968).
- Epidendrum tandapianum Dodson & Hágsater, (1989).
- Epidendrum tenax Rchb.f., (1854).
- Epidendrum tenue Lindl., (1841).
- Epidendrum tenuicaule F.Lehm. & Kraenzl., (1899).
- Epidendrum tenuispathum C.Schweinf., (1952).
- Epidendrum tessmannii Mansf., (1928).
- Epidendrum teuscherianum A.D.Hawkes, (1957).
- Epidendrum thelephorum Hágsater & Dodson, (1993).
- Epidendrum theodorii Schltr., (1922).
- Epidendrum thermophilum Hágsater & Dodson, (1993).
- Epidendrum thompsonii Hágsater & Dodson, Icon. Orchid. 3: t. 385 (1999).
- Epidendrum thurstoniorum Hágsater, (1999).
- Epidendrum tigriphyllum Hágsater, (1999).
- Epidendrum tingo-mariae Hágsater, (1999).
- Epidendrum tipuloideum Lindl., (1853).
- Epidendrum tolimense Lindl., (1845).
- Epidendrum tomlinsonianum C.D.Adams, (1966).
- Epidendrum tonduzii Lank., (1924).
- Epidendrum torquatum Lindl. in G.Bentham, (1845).
- Epidendrum torraense Hágsater & Silverst., (2001).
- Epidendrum tortipetalum Scheeren, (1976).
- Epidendrum tovarense Rchb.f., (1850).
- Epidendrum trachychlaena Schltr., (1917).
- Epidendrum trachypus F.Lehm. & Kraenzl., (1899).
- Epidendrum trachysepalum Hágsater, (1992)
- Epidendrum trachythece Schltr., (1907).
- Epidendrum transversellipticum Hágsater,  (2001).
- Epidendrum transversovatum Hágsater & Dodson, 3 (2001).
- Epidendrum trialatum Hágsater, (1984).
- Epidendrum triangulabium Ames & C.Schweinf., (1930).
- Epidendrum trianthum Schltr., (1923).
- Epidendrum tricarinatum Rolfe, (1917).
- Epidendrum trichopetalum Schltr., (1913).
- Epidendrum tricrure Rchb.f. & Warsz., (1854).
- Epidendrum tridactylum Lindl., (1838).
- Epidendrum tridens Poepp. & Endl., (1836).
- Epidendrum trifidum Schltr., (1920).
- Epidendrum triflorum Ruiz & Pav., (1798).
- Epidendrum trilobochilum Hágsater & Dodson, (2001).
- Epidendrum trimeroglossum Schltr., (1920).
- Epidendrum triodon Hágsater & Dodson, (2001).
- Epidendrum tropidioides Garay, (1978).
- Epidendrum troxalis Luer, (1981).
- Epidendrum trullichilum Hágsater & Dodson, (1999).
- Epidendrum trulliforme Garay & Dunst., (1976).
- Epidendrum turialvae Rchb.f., (1871).
- Epidendrum tuxtlense Hágsater, García-Cruz & L.Sánchez, (1999).
- Epidendrum tziscaoense Hágsater, (1999).

### U
- Epidendrum uleinanodes Hágsater, (1999).
- Epidendrum umbelliferum J.F.Gmel., (1791).
- Epidendrum uncinatum D.E.Benn. & Christenson, (1998).
- Epidendrum unguiculatum (C.Schweinf.) Garay & Dunst., (1976).
- Epidendrum unifoliatum  Schltr., (1921).
- Epidendrum upanodifforme Hágsater & Dodson, (1999).
- Epidendrum uribei A.D.Hawkes, (1957).
- Epidendrum urichianum Carnevali, Foldats & I.Ramírez, (1992).
- Epidendrum urraoense Hágsater, (1999).
- Epidendrum urubambae Hágsater, (2001).
- Epidendrum utcuyacuense Hágsater, (1993).

### V
- Epidendrum vandifolium Lindl.,  (1849).
- Epidendrum vareschii Foldats, (1969).
- Epidendrum vargasii Christenson & Nauray, (2001).
- Epidendrum vellozoi A.D.Hawkes, (1957).
- Epidendrum ventricosum Lindl., (1841).
- Epidendrum veraguasense Hágsater, (1992).
- Epidendrum vernixium Rchb.f. & Warsz., (1854).
- Epidendrum veroreveloi Hágsater & Dodson, (2001).
- Epidendrum veroscriptum Hágsater, (1993).
- Epidendrum vesicatum Lindl., (1838).
- Epidendrum vesicicaule L.O.Williams, (1940).
- Epidendrum vexillium Hágsater, (1999).
- Epidendrum vidal-senegei Hágsater, (1999).
- Epidendrum vieirae Hágsater, (1993).
- Epidendrum vigiaense I.Bock, (1982).
- Epidendrum villegastigma Hágsater & García-Cruz, (1999).
- Epidendrum villotae Hágsater & Dodson, (1999).
- Epidendrum vincentinum Lindl., (1841).
- Epidendrum violascens Ridl., (1887).
- Epidendrum violetense Hágsater & Dodson, (2001).
- Epidendrum viride Ruiz & Pav., (1798).
- Epidendrum viridibrunneum Rchb.f. in W.G.Walpers, (1862).
- Epidendrum viridifuscatum De Wild., (1904).
- Epidendrum viviparum Lindl., (1841).
- Epidendrum volubile Ruiz & Pav., (1798).
- Epidendrum volutum Lindl. & Paxton, (1852)
- Epidendrum vulcanicola A.H.Heller, (1968).
- Epidendrum vulcanicum Schltr., (1924).

### W
- Epidendrum warrasii Pabst, (1971).
- Epidendrum warszewiczii Rchb.f., (1852).
- Epidendrum watsonianum Sander, (1892).
- Epidendrum weberbauerianum Kraenzl., (1905).
- Epidendrum welsii-windischii Pabst, (1975).
- Epidendrum wendtii Hágsater & Salazar, (1999).
- Epidendrum werffii Dodson & Hágsater, (1989).
- Epidendrum werneri Schltr., (1924).
- Epidendrum whittenii Hágsater & Dodson, (1999).
- Epidendrum wigginsii Hágsater & Dodson, (2001).
- Epidendrum williamsii Dodson, (1977).
- Epidendrum woytkowskianum A.D.Hawkes, (1957).
- Epidendrum wrightii Lindl., (1858).

### X
- Epidendrum xanthinum Lindl., (1844).
- Epidendrum xanthoianthinum Hágsater, (1993).
- Epidendrum xantholeucum Rchb.f., (1850).
- Epidendrum xylostachyum Lindl., (1845).
- Epidendrum xytriophorum Rchb.f. & Warsz., (1854).

### Y
- Epidendrum yambalense Hágsater & Dodson, (1993).
- Epidendrum yambrasbambense Hágsater, (2001).
- Epidendrum yaracuyense Carnevali & G.A.Romero in G.A.Romero & G.Carnevali, (2000).
- Epidendrum yungasense Rolfe ex Rusby, (1895).

### Z
- Epidendrum zamorense Hágsater & Dodson, (1993).
- Epidendrum zappii Pabst, (1976).
- Epidendrum zarumense Hágsater & Dodson, (1993).
- Epidendrum zingiberaceum Schltr., (1921).
- Epidendrum zosterifolium F.Lehm. & Kraenzl., (1899).

## Galerie

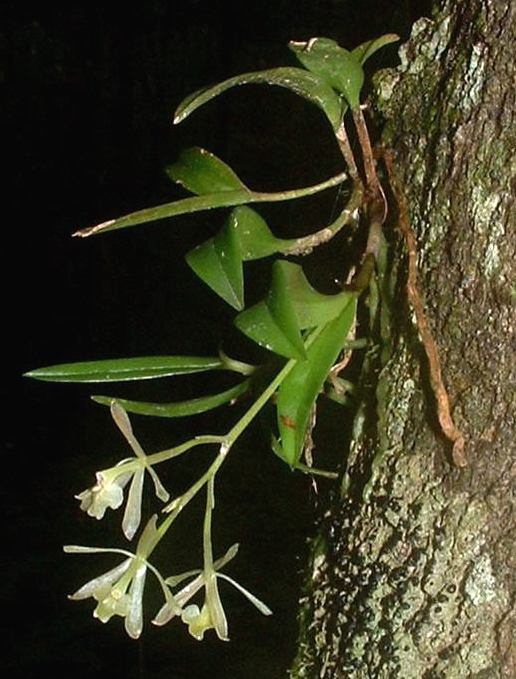
Wild E. magnoliae (syn. conopseum), Gadsden County, Floride.
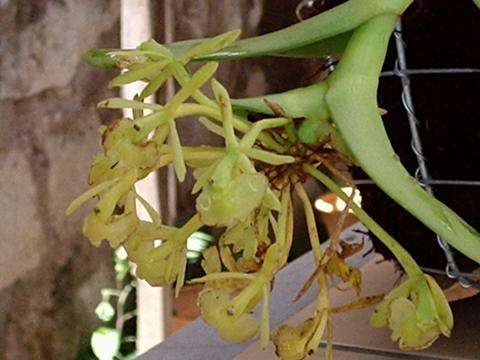
E. apaganoides
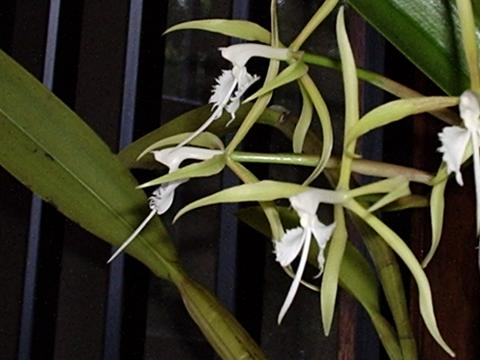
Coilostylis (E.) ciliare
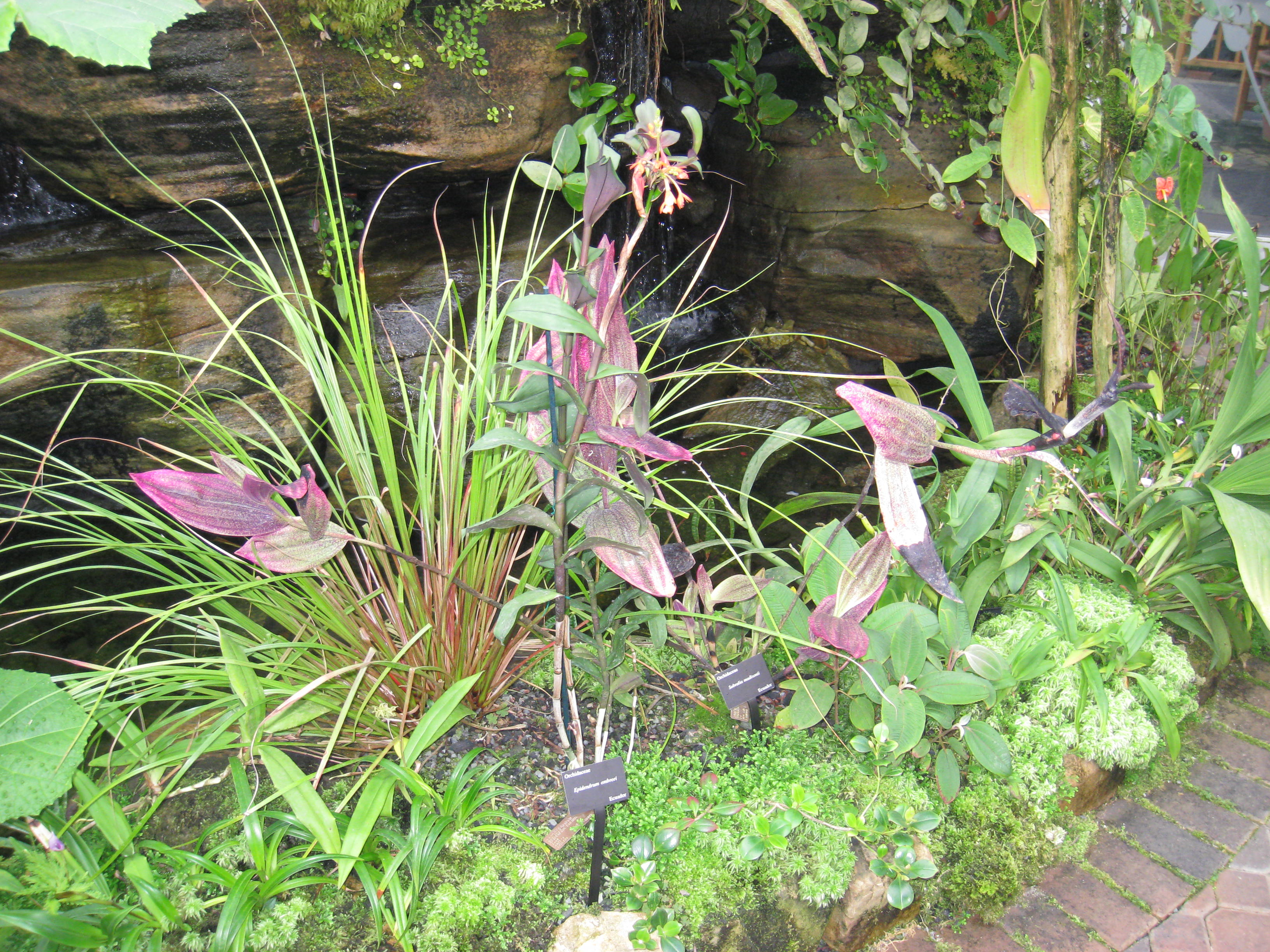
E. embreci
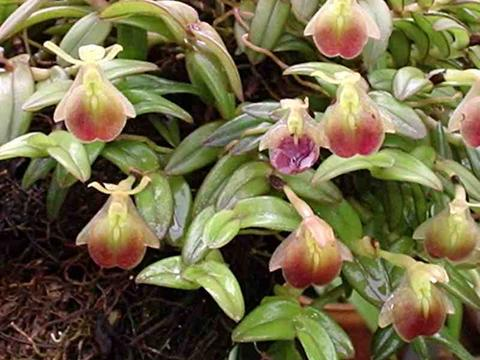
Nanodes (E.) porpax
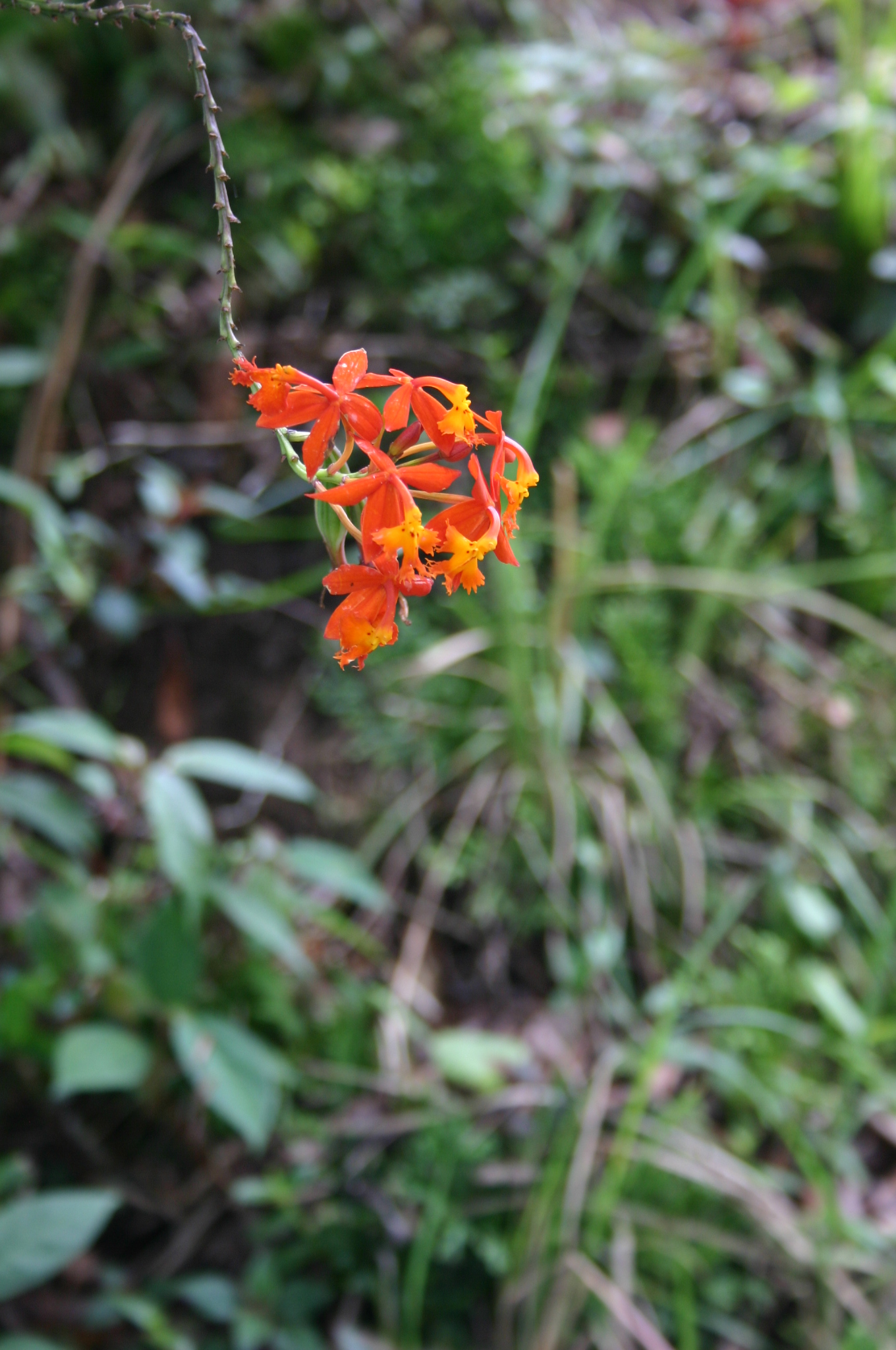
E. radicans; Tziscao, Chiapas, Mexique.
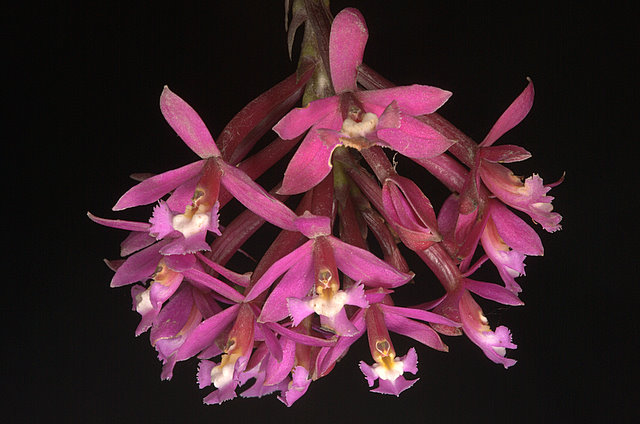
E. secundum ; forêt de montagne vers Cusco, Perou.